# イメージ・トレーニング
イメージトレーニング（和製英語）とはスポーツのトレーニング法の一種。
実際に体を動かすことなく、動いている自分を思い描くことによって技術や戦術を向上させるもの。
イメージを思い描くことで、実際に動くときに集中力を高めやすく、また、雑念を払うのに役立つと考えられている。
一部の運動野は実際に運動するよりもイメージのほうがよく働くというデータが示されている。
また、イメージトレーニングの派生として、対戦相手を想定して自分の体を動かすシャドーボクシングがある。